# Saison 2024 de l'équipe cycliste Israel-Premier Tech
La saison 2024 de l'équipe cycliste Israel-Premier Tech est la dixième de cette équipe.

## Coureurs et encadrement technique

### Effectif
| Coureur             | Date de Nais.     | Nationalité      | Équipe en 2023              | Vict. | Cont.             | Maillot dist.              |
| ------------------- | ----------------- | ---------------- | --------------------------- | ----- | ----------------- | -------------------------- |
| Pascal Ackermann    | 17 février 1994   | Allemagne        | UAE Team Emirates           | 0     | 01/2024 - 12/2025 |                            |
| George Bennett      | 7 avril 1990      | Nouvelle-Zélande | UAE Team Emirates           | 0     | 01/2024 - 12/2025 |                            |
| Joseph Blackmore    | 23 février 2003   | Grande-Bretagne  | Israel Premier Tech Academy | 6     | 05/2024 - 12/2026 |                            |
| Guillaume Boivin    | 25 mai 1989       | Canada           | Israel-Premier Tech         | 0     | 01/2016 - 12/2025 |                            |
| Simon Clarke        | 18 juillet 1986   | Australie        | Israel-Premier Tech         | 0     | 01/2022 - 12/2025 |                            |
| Itamar Einhorn      | 20 septembre 1997 | Israël           | Israel-Premier Tech         | 4     | 06/2015 - 12/2025 |                            |
| Marco Frigo         | 20 mars 2000      | Italie           | Israel-Premier Tech         | 0     | 01/2023 - 12/2026 |                            |
| Christopher Froome  | 20 mai 1985       | Grande-Bretagne  | Israel-Premier Tech         | 0     | 01/2021 - 12/2025 |                            |
| Jakob Fuglsang      | 22 mars 1985      | Danemark         | Israel-Premier Tech         | 0     | 01/2022 - 12/2025 |                            |
| Derek Gee           | 3 août 1997       | Canada           | Israel-Premier Tech         | 1     | 01/2022 - 12/2028 |                            |
| Hugo Hofstetter     | 12 février 1994   | France           | Arkéa-Samsic                | 0     | 01/2024 - 12/2025 |                            |
| Mason Hollyman      | 25 juin 2000      | Grande-Bretagne  | Israel-Premier Tech         | 1     | 01/2021 - 12/2024 |                            |
| Hugo Houle          | 27 septembre 1990 | Canada           | Israel-Premier Tech         | 0     | 01/2022 - 12/2026 |                            |
| Oded Kogut          | 14 février 2001   | Israël           | Israel-Premier Tech         | 3     | 01/2021 - 12/2025 | - Route - Contre-la-montre |
| Krists Neilands     | 18 août 1994      | Lettonie         | Israel-Premier Tech         | 0     | 01/2017 - 12/2026 |                            |
| Riley Pickrell      | 16 août 2001      | Canada           | Israel Premier Tech Academy | 1     | 01/2024 - 12/2025 |                            |
| Nadav Raisberg      | 29 mars 2001      | Israël           | Israel Premier Tech Academy | 0     | 01/2024 - 12/2025 |                            |
| Matthew Riccitello  | 5 mars 2002       | États-Unis       | Israel-Premier Tech         | 0     | 01/2023 - 12/2025 |                            |
| Guy Sagiv           | 5 décembre 1994   | Israël           | Israel-Premier Tech         | 0     | 07/2015 - 12/2024 |                            |
| Nick Schultz        | 13 septembre 1994 | Australie        | Israel-Premier Tech         | 1     | 01/2023 - 12/2025 |                            |
| Michael Schwarzmann | 7 janvier 1991    | Allemagne        | Lotto Dstny                 | 0     | 01/2024 - 12/2025 |                            |
| Riley Sheehan       | 16 juin 2000      | États-Unis       | Denver Disruptors           | 0     | 01/2024 - 12/2026 |                            |
| Jake Stewart        | 2 octobre 1999    | Grande-Bretagne  | Groupama-FDJ                | 0     | 01/2024 - 12/2025 |                            |
| Corbin Strong       | 30 avril 2000     | Nouvelle-Zélande | Israel-Premier Tech         | 2     | 01/2022 - 12/2026 |                            |
| Dylan Teuns         | 1er mars 1992     | Belgique         | Israel-Premier Tech         | 0     | 08/2022 - 12/2024 |                            |
| Tom Van Asbroeck    | 19 avril 1990     | Belgique         | Israel-Premier Tech         | 1     | 01/2019 - 12/2026 |                            |
| Ethan Vernon        | 26 août 2000      | Grande-Bretagne  | Soudal Quick-Step           | 3     | 01/2024 - 12/2026 |                            |
| Stephen Williams    | 9 juin 1996       | Grande-Bretagne  | Israel-Premier Tech         | 6     | 01/2023 - 12/2028 |                            |
| Michael Woods       | 12 octobre 1986   | Canada           | Israel-Premier Tech         | 2     | 01/2021 - 12/2025 | - Route                    |
| Mads Würtz Schmidt  | 31 mars 1994      | Danemark         | Israel-Premier Tech         | 0     | 01/2020 - 12/2024 |                            |
| Rick Zabel          | 7 décembre 1993   | Allemagne        | Israel-Premier Tech         | 0     | 01/2020 - 05/2024 |                            |
| Coureurs stagiaires |                   |                  |                             |       |                   |                            |
| Jim Brown           | 2 octobre 2000    | Grande-Bretagne  | Ribble Rebellion            | 0     | 08/2024 - 12/2024 |                            |

### Encadrement technique
| Poste                          | Identité |
| ------------------------------ | --- |
| Manager général                | Kjell Carlström |
| Directeur sportif              | Rik Verbrugghe (jusqu'au 27 septembre 2024) Steve Bauer |
| Assistants directeurs sportifs | Daryl Impey, David Bailey, Dror Pekatz, Eric Van Lancker, Jonathan Patrick McCarty, Oscar Guerrero, René Andrle, Rene Mandri, Rubén Plaza, Sam Bewley, Sep Vanmarcke |

## Champions nationaux, continentaux et mondiaux
| Date         | Course                                      | Maillot | Coureurs      | Pays   | Lieu           |
| ------------ | ------------------------------------------- | ------- | ------------- | ------ | -------------- |
| 21 juin 2024 | Championnat d'Israël du contre-la-montre    |         | Oded Kogut    | Israël |                |
| 22 juin 2024 | Championnat d'Israël de cyclisme sur route  |         | Oded Kogut    | Israël | Britannia Park |
| 22 juin 2024 | Championnat du Canada de cyclisme sur route |         | Michael Woods | Canada | Saint-Georges  |

## Classement UCI par équipes
Le classement UCI par équipes se calcule en comptabilisant les points des 20 meilleurs coureurs de l'équipe. Ce classement est calculé avec les points acquis lors de l'année civile. Au terme d'une période de trois ans (2023-2025), les dix-huit meilleures équipes recevront une licence World Tour pour la prochaine période (2026-2028).
| Classement UCI (par équipes) au 20 octobre 2024 | Classement UCI (par équipes) au 20 octobre 2024 | Classement UCI (par équipes) au 20 octobre 2024 | Classement UCI (par équipes) au 20 octobre 2024 | Classement UCI (par équipes) au 20 octobre 2024 |
| #                                               | Équipe                                          | 2024                                            | Diff.                                           |                                                 |
| ----------------------------------------------- | ----------------------------------------------- | ----------------------------------------------- | ----------------------------------------------- | ----------------------------------------------- |
| 1                                               | UAE Team Emirates                               | 37407,60                                        | -                                               |                                                 |
| 2                                               | Team Visma-Lease a Bike                         | 20427,98                                        | 16979,62                                        |                                                 |
| 3                                               | Soudal Quick-Step                               | 18153,97                                        | 2274,01                                         |                                                 |
| 4                                               | Lidl-Trek                                       | 17989,00                                        | 164,97                                          |                                                 |
| 5                                               | Red Bull-Bora-Hansgrohe                         | 16894,33                                        | 1094,67                                         |                                                 |
| 6                                               | Decathlon AG2R La Mondiale                      | 15930,84                                        | 963,39                                          |                                                 |
| 7                                               | Ineos Grenadiers                                | 15547,97                                        | 382,87                                          |                                                 |
| 8                                               | Alpecin-Deceuninck                              | 15020,00                                        | 527,97                                          |                                                 |
| 9                                               | Lotto Dstny                                     | 12579,29                                        | 2440,71                                         |                                                 |
| 10                                              | Groupama-FDJ                                    | 12357,00                                        | 222,29                                          |                                                 |
| 11                                              | Israel-Premier Tech                             | 11723,33                                        | 633,67                                          |                                                 |
| 12                                              | EF Education-EasyPost                           | 11594,95                                        | 128,38                                          |                                                 |
| 13                                              | Movistar Team                                   | 10879,00                                        | 715,95                                          |                                                 |
| 14                                              | Jayco AlUla                                     | 10625,30                                        | 253,70                                          |                                                 |
| 15                                              | Intermarché-Wanty                               | 9915,00                                         | 710,30                                          |                                                 |
| 16                                              | Team dsm-firmenich PostNL                       | 9646,63                                         | 268,37                                          |                                                 |
| 17                                              | Bahrain Victorious                              | 9547,16                                         | 99,47                                           |                                                 |
| 18                                              | Uno-X Mobility                                  | 8938,67                                         | 608,49                                          |                                                 |
| 19                                              | Arkéa-B&B Hotels                                | 8735,00                                         | 203,67                                          |                                                 |
| 20                                              | Cofidis                                         | 7889,84                                         | 845,16                                          |                                                 |
| 21                                              | Astana Qazaqstan Team                           | 6563,24                                         | 1326,60                                         |                                                 |
| 22                                              | Tudor Pro Cycling Team                          | 5753,33                                         | 809,91                                          |                                                 |

| Liste des vingt coureurs marquant des points pour le classement UCI par équipes 2024. | Liste des vingt coureurs marquant des points pour le classement UCI par équipes 2024. | Liste des vingt coureurs marquant des points pour le classement UCI par équipes 2024. |
| #                                                                                     | Coureur                                                                               | Points                                                                                |
| ------------------------------------------------------------------------------------- | ------------------------------------------------------------------------------------- | ------------------------------------------------------------------------------------- |
| 1                                                                                     | Corbin Strong                                                                         | 1635,00                                                                               |
| 2                                                                                     | Stephen Williams                                                                      | 1501,00                                                                               |
| 3                                                                                     | Derek Gee                                                                             | 1168,33                                                                               |
| 4                                                                                     | Pascal Ackermann                                                                      | 933,00                                                                                |
| 5                                                                                     | Michael Woods                                                                         | 827,00                                                                                |
| 6                                                                                     | Tom Van Asbroeck                                                                      | 624,00                                                                                |
| 7                                                                                     | Dylan Teuns                                                                           | 584,00                                                                                |
| 8                                                                                     | Matthew Riccitello                                                                    | 553,00                                                                                |
| 9                                                                                     | Riley Sheehan                                                                         | 509,00                                                                                |
| 10                                                                                    | George Bennett                                                                        | 502,00                                                                                |
| 11                                                                                    | Joseph Blackmore                                                                      | 485,00                                                                                |
| 12                                                                                    | Hugo Hofstetter                                                                       | 437,00                                                                                |
| 13                                                                                    | Oded Kogut                                                                            | 319,00                                                                                |
| 14                                                                                    | Nick Schultz                                                                          | 311,00                                                                                |
| 15                                                                                    | Ethan Vernon                                                                          | 254,00                                                                                |
| 16                                                                                    | Simon Clarke                                                                          | 238,00                                                                                |
| 17                                                                                    | Marco Frigo                                                                           | 223,00                                                                                |
| 18                                                                                    | Itamar Einhorn                                                                        | 220,00                                                                                |
| 19                                                                                    | Krists Neilands                                                                       | 209,00                                                                                |
| 20                                                                                    | Jake Stewart                                                                          | 191,00                                                                                |
| TOTAL                                                                                 | TOTAL                                                                                 | 11723,33                                                                              |

| Classement UCI (par équipes) pour les années 2023 et 2024. | Classement UCI (par équipes) pour les années 2023 et 2024. | Classement UCI (par équipes) pour les années 2023 et 2024. | Classement UCI (par équipes) pour les années 2023 et 2024. | Classement UCI (par équipes) pour les années 2023 et 2024. | Classement UCI (par équipes) pour les années 2023 et 2024. |
| #                                                          | Équipe                                                     | 2023                                                       | 2024                                                       | Total                                                      | Diff.                                                      |
| ---------------------------------------------------------- | ---------------------------------------------------------- | ---------------------------------------------------------- | ---------------------------------------------------------- | ---------------------------------------------------------- | ---------------------------------------------------------- |
| 1                                                          | UAE Team Emirates                                          | 30963,18                                                   | 37407,60                                                   | 68370,78                                                   | -                                                          |
| 2                                                          | Team Visma-Lease a Bike                                    | 29654,45                                                   | 20427,98                                                   | 50082,43                                                   | 18288,35                                                   |
| 3                                                          | Soudal Quick-Step                                          | 18702,85                                                   | 18153,97                                                   | 36856,82                                                   | 13225,61                                                   |
| 4                                                          | Lidl-Trek                                                  | 16054,45                                                   | 17989,00                                                   | 34043,45                                                   | 2813,37                                                    |
| 5                                                          | Ineos Grenadiers                                           | 17760,93                                                   | 15547,97                                                   | 33308,90                                                   | 734,55                                                     |
| 6                                                          | Red Bull-Bora-Hansgrohe                                    | 13325,13                                                   | 16894,33                                                   | 30219,46                                                   | 3089,44                                                    |
| 7                                                          | Alpecin-Deceuninck                                         | 14519,25                                                   | 15020,00                                                   | 29539,25                                                   | 680,21                                                     |
| 8                                                          | Groupama-FDJ                                               | 14834,51                                                   | 12357,00                                                   | 27191,51                                                   | 2347,74                                                    |
| 9                                                          | Lotto Dstny                                                | 14112,83                                                   | 12579,29                                                   | 26692,12                                                   | 499,39                                                     |
| 10                                                         | Bahrain Victorious                                         | 15787,81                                                   | 9547,16                                                    | 25334,97                                                   | 1357,15                                                    |
| 11                                                         | Decathlon AG2R La Mondiale                                 | 9096,00                                                    | 15930,84                                                   | 25026,84                                                   | 308,13                                                     |
| 12                                                         | EF Education-EasyPost                                      | 11818,69                                                   | 11594,95                                                   | 23413,64                                                   | 1613,20                                                    |
| 13                                                         | Movistar Team                                              | 10989,53                                                   | 10879,00                                                   | 21868,53                                                   | 1545,11                                                    |
| 14                                                         | Israel-Premier Tech                                        | 10022,00                                                   | 11723,33                                                   | 21745,33                                                   | 123,20                                                     |
| 15                                                         | Jayco AlUla                                                | 10737,65                                                   | 10625,30                                                   | 21362,95                                                   | 382,38                                                     |
| 16                                                         | Intermarché-Wanty                                          | 10492,28                                                   | 9915,00                                                    | 20407,28                                                   | 955,67                                                     |
| 17                                                         | Team dsm-firmenich PostNL                                  | 9102,20                                                    | 9646,63                                                    | 18748,83                                                   | 1658,45                                                    |
| 18                                                         | Cofidis                                                    | 10437,41                                                   | 7889,84                                                    | 18327,25                                                   | 421,58                                                     |
| 19                                                         | Arkéa-B&B Hotels                                           | 7229,00                                                    | 8735,00                                                    | 15964,00                                                   | 2363,25                                                    |
| 20                                                         | Uno-X Mobility                                             | 6569,00                                                    | 8938,67                                                    | 15507,67                                                   | 456,33                                                     |
| 21                                                         | Astana Qazaqstan Team                                      | 7044,44                                                    | 6563,24                                                    | 13607,68                                                   | 1899,99                                                    |
| 22                                                         | TotalEnergies                                              | 5765,00                                                    | 4897,00                                                    | 10662,00                                                   | 2945,68                                                    |

## Classement UCI individuel en fin de saison
| 39  | Corbin Strong      | 1635,00 |
| 46  | Stephen Williams   | 1501,00 |
| 69  | Derek Gee          | 1168,33 |
| 91  | Joseph Blackmore   | 939,00  |
| 100 | Pascal Ackermann   | 933,00  |
| 115 | Michael Woods      | 827,00  |
| 159 | Tom Van Asbroeck   | 624,00  |
| 172 | Dylan Teuns        | 584,00  |
| 185 | Matthew Riccitello | 553,00  |
| 204 | Riley Sheehan      | 509,00  |

| 207 | George Bennett  | 502,00 |
| 224 | Hugo Hofstetter | 437,00 |
| 286 | Oded Kogut      | 319,00 |
| 294 | Nick Schultz    | 311,00 |
| 342 | Ethan Vernon    | 254,00 |
| 363 | Simon Clarke    | 238,00 |
| 397 | Marco Frigo     | 223,00 |
| 404 | Itamar Einhorn  | 220,00 |
| 415 | Krists Neilands | 209,00 |
| 449 | Jake Stewart    | 191,00 |

| 498  | Jakob Fuglsang      | 165,00 |
| 554  | Mads Würtz Schmidt  | 142,00 |
| 581  | Riley Pickrell      | 130,00 |
| 697  | Hugo Houle          | 98,00  |
| 1104 | Guy Sagiv           | 50,00  |
| 1310 | Nadav Raisberg      | 36,00  |
| 1326 | Guillaume Boivin    | 35,00  |
| 1569 | Mason Hollyman      | 25,00  |
| -    | Christopher Froome  | 0,00   |
| -    | Michael Schwarzmann | 0,00   |